# Kalendarium kanałów ITI
Pod spodem umieszczono historię kanałów Grupy ITI i TVN - kalendarium:
| HISTORIA KANAŁÓW TVN I ITI | |
| ROK                        | SZCZEGÓŁY |
| 1997                       | Kanały ogólne: - TVN - trzecia polska prywatna telewizja |
| 2001                       | Kanały Informacyjne: - TVN24 - pierwszy kanał informacyjny w Polsce |
| 2002                       | Kanały rozrywkowe: - TVN 7 - kanał rozrywkowo-filmowy, 1 marca 2002 swoją nazwę na TVN Siedem zmienił przejęty dwa miesiące wcześniej RTL 7 |
| 2003                       | Kanały pogodowe: - TVN Meteo - pierwszy kanał pogodowy. Kanały motoryzacyjne: - TVN Turbo – pierwszy kanał motoryzacyjny. |
| 2004                       | Kanały polonijne: - TVN International – telewizja emitująca swój program dla Polaków mieszkających za granicą. Kanały lajfstajlowe: - TVN Style – pierwszy kanał lajfstajlowy dla kobiet. |
| 2005                       | Kanały interaktywne: - TVN Gra – 3 października TVN uruchomił kanał interaktywny. |
| 2006                       | Kanały sportowe: - nSport HD – kanał sportowy nadający w HD. Kanały filmowe: - Wojna i Pokój – kanał filmowy emitujący produkcje rosyjskie. Kanały językowe: - TVN Lingua – edukacyjny kanał języków obcych. Kanały dla lekarzy: - TVN Med – kanał edukacyjny przeznaczony wyłącznie dla lekarzy. Kanały historyczne: - Discovery TVN Historia – 15 listopada 2006 uruchomiono kanał historyczno-dokumentalny współtworzony z Discovery. Platforma Satelitarna: - Telewizja n - Trzecia Polska Platforma Cyfrowa                                                               |
| 2007                       | Kanały telezakupowe: - Mango 24 – TVN kupiła spółkę Mango Media, nadawcę stacji telezakupowej nadającej od 2002. Kanały religijne: - Religia.tv – kanał o profilu chrześcijańskim, tworzony we współpracy z Tygodnikiem Powszechnym. Kanały biznesowe: - TVN CNBC Biznes – kanał o profilu ekonomiczno-biznesowym we współpracy programowej z CNBC. Kanały ogólne HD: - TVN HD – kanał ogólny TVN nadający w jakości HD. Kanały młodzieżowe: - O.TV – 6 października uruchomiono kanał młodzieżowy (Owsiak TV). Kanały talk-show: - nTalk – kanał z programami typu talk-show. |
| 2008                       | Kanały sportowe: - nSport – kopia kanału sportowego w jakości SD na potrzeby Telewizji na kartę. Kanały regionalne: - TVN Warszawa – nadaje regionalny kanał informacyjno-rozrywkowy kierowany do mieszkańców Warszawy. Platforma Satelitarna: - Telewizja na kartę - Czwarta Polska Mini-Platforma Cyfrowa. Kanały zlikwidowane: - TVN Gra |
| 2009                       | Kanały Filmowe Premium: - nFilm HD – kanał filmowy w HDTV premium. - nFilm HD 2 – drugi kanał filmowy HDTV typu premium. Kanały Zlikwidowane: - Discovery TVN Historia - 30 maja Discovery stał się wyłącznym właścicielem stacji. - TVN Med - Został przeniesiony do internetu. - TVN Lingua - O.TV - nTalk |